# Hòa Khánh Đông
Hòa Khánh Đông là một xã thuộc huyện Đức Hòa cũ, tỉnh Long An cũ, Việt Nam.

## Địa lý
Xã Hòa Khánh Đông có vị trí địa lý:
- Phía đông giáp thị trấn Đức Hòa và xã Đức Hòa Thượng
- Phía tây giáp các xã Hòa Khánh Nam và Hòa Khánh Tây
- Phía nam giáp xã Hựu Thạnh
- Phía bắc giáp thị trấn Hậu Nghĩa và xã Đức Lập Hạ.

Xã có diện tích 15,40 km², dân số năm 1999 là 8.531 người, mật độ dân số đạt 554 người/km².

## Hành chính
Xã được chia thành 4 ấp: Giồng Ngang, Bình Thủy, Bình Lợi, Thôi Môi.

## Lịch sử
Xã Hòa Khánh Đông được thành lập vào ngày 24 tháng 3 năm 1979 từ một phần diện tích và dân số của xã Hòa Khánh cũ.